# Polymera albogeniculata
Polymera albogeniculata är en tvåvingeart som beskrevs av Alexander 1926. Polymera albogeniculata ingår i släktet Polymera och familjen småharkrankar.
Artens utbredningsområde är Ecuador. Inga underarter finns listade i Catalogue of Life.